# 김우옹 동강문집 목판
김우옹 동강문집 목판(金宇顒 東岡文集 木板)은 대한민국 경상남도 진주시 지수면 압사리에 있는 책판이다.
1979년 12월 29일 경상남도의 유형문화재 제162호 동강선생문집책판으로 지정되었다가, 2018년 12월 20일 현재의 명칭으로 변경되었다.

## 개요
이 책판은 조선 명종과 선조 때의 문신인 동강 김우옹(1540∼1603) 선생이 선조 18년(1585)에 펴낸 역사책이다.
김우옹은 남명 조식의 문인으로, 명종 22년(1567)에 문과에 급제하여 홍문정자, 병조참판, 대사성을 거쳐 대사헌의 벼슬을 지냈다. 학문에 능하였으며, 『동강집』을 남겼다.
김우옹이 책을 만든 후 110여 년이 지나는 도안 판이 썩고 벌레가 먹어 다시 찍어내는 것이 불가능해지자 1924년 그의 후손인 김성림이 경상도 유학자들의 뜻을 모아 다시 간행하였고, 이것이 이 속강목책판이다.
중국 송나라 때의 대유학자인 주자(朱子)가 만든 강목(綱目)의 규모와 체제를 따르고 있으나, 시각이 약간 다르며, 정구와 허목은 이 책을 일러 난을 다스리고 사한 것을 막는 것에 있어 사람의 마음을 바르게 하는 좋은 책이라고 평가하고 있다.

## 같이 보기
- 김우옹

## 참고 문헌
- 김우옹 동강문집 목판 - 국가유산청 국가유산포털